# Compagno rock
Compagno rock (titolo originale Back in the USSR: The True Story of Rock in Russia) è un libro di Artemij Troickij, pubblicato da Omnibus Press nel 1987. Si tratta di una monografia sulla storia della musica rock nell'ambito del cosiddetto blocco sovietico.
Il libro è stato pubblicato in Italia nel 1988 da Fratelli Vallardi editori.